# 駒場WMM
駒場WMM(こまばWMM)は、東京都を本拠地とする社会人ラグビーユニオンのクラブチーム。

## 来歴
2003年、東京大学のOBが中心となって創設。
その後2009年・2010年2年連続で全国クラブ大会で準優勝。

## 主な在籍選手
- 稲場直(主将)
- 岡本夏樹(副将)
- 鈴木怜輔(副将)

## 獲得タイトル
- 全国クラブラグビーフットボール大会
  - 準優勝(2008年度・2009年度)